# Miyu Tomita
Miyu Tomita (富田美憂 Tomita Miyu?,  Prefectura de Saitama, Japón, 15 de noviembre de 1999) es una actriz de voz japonesa, afiliada a Amuse. Después de aspirar a convertirse en actriz de voz mientras estudiaba en la escuela primaria, participó en dos audiciones en 2014, ganando una de ellas. Es conocida por sus papeles como Otako en Oshiete! Galko-chan, Yume Nijino en Aikatsu Stars! y Gabriel White Tenma en Gabriel DropOut. También realizó el tema de apertura de Date a Live IV, con la canción "OveR"

## Biografía
Tomita se interesó por primera vez en la actuación de voz mientras estaba en la escuela primaria, después de ver el anime Vampire Knight. También se convirtió en una fan del actor de voz Mamoru Miyano durante este tiempo. Durante sus días de escuela secundaria, ella era un miembro del club de la investigación de manga de su escuela. Fue finalista en la audición de voz de Ani-Tan realizada en 2014, y en el mismo año ganó el Gran Premio en la audición de Selección de Programa de Desarrollo de Artistas de Voz 2014. Ella debutó como una actriz de voz en 2015, expresando un número de pequeños papeles en el anime Himouto! Umaru-chan, incluyendo la expresión del protagonista Taihei Doma durante un flashback.
En 2016, debutó en papel protagónico como Otako en el anime Oshiete! Galko-chan, donde ella también realizó el tema de entrada junto con Azumi Waki y Minami Takahashi. También participó como Yume Nijino en el anime Aikatsu Stars!, donde ella narró un comercial para la serie. Durante el mismo año, también participó para la película de GARO como Roberto Lewis. En 2017, interpreta a Gabriel White Tenma en el anime Gabriel DropOut. Junto con las coprotagonistas Saori Ōnishi, Naomi Ōzora y Kana Hanazawa, interpreta el tema de apertura "Gabriel Dropkick" y el tema final "Hallelujah Essaim". También participa en Hinako Note como Kuina Natsugawa.

## Filmografía

### Anime
2015
- Gochūmon wa usagi desu ka - compañera de clases A (episodio 8)
- Himouto! Umaru-chan - Taihei Doma (niño, episodio 7), estudiante femenina (episodio 3–4)[4]

2016
- Oshiete! Galko-chan - Otako
- Aikatsu Stars! - Yume Nijino

2017
- Ballroom e Yōkoso - Gaju Akagi (niño)
- Gabriel DropOut - Gabriel White Tenma
- Hinako Note - Kuina Natsukawa
- Made in Abyss - Riko

2018
- Overlord II - Tina
- Kyōto Teramachi Sanjō no Holmes - Aoi Mashiro
- Tonari no Kyūketsuki-san - Sophie Twilight

2019
- Kōya no Kotobuki Hikōtai - Chika
- Bokutachi wa Benkyō ga Dekinai - Rizu Ogata[8]
- Joshi Kōsei no Mudazukai - Minami «Yamai» Yamamoto[9]
- Hōkago Saikoro Kurabu - Midori
- Aikatsu on Parade! - Yume Nijino
- Z/X Code reunion - Yuni Tsukigata

2020
- Hatena Illusion - Yumemi Hoshisato
- To Aru Kagaku no Railgun T - Mitori Kōzaku[10]
- Ishuzoku Reviewers - Crimvael
- Dorohedoro - Ebisu
- Kaguya-sama wa Kokurasetai - Miko Iino[11]
- Tamayomi - Ibuki Kawaguchi
- Munō na Nana - Yūka Sasaki[12]

2021
- Urasekai Picnic - Akari Seto[13]
- Ore dake Haireru Kakushi Dungeon: Kossori Kitaete Sekai Saikyou - Emma Brightness[14]
- Ex-Arm - Yggdrasil[15]
- Vivy: Fluorite Eye’s Song - Momoka Kirishima
- Sentōin, Hakenshimasu! - Alice Kisaragi[16]
- Battle Athletes Victory ReSTART! - Shelley Wong[17]

2022
- Sabikui Bisco - Tirol Ōchagama[18]
- Kaijin Kaihatsubu no Kuroitsu-san - Melty[19]
- Shadowverse Flame - Tsubasa Takanashi[20]
- Gaikotsu Kishi-sama, Tadaima Isekai e Odekakechuu - Chiyome[21]
- Kunoichi Tsubaki no Mune no Uchi - Tōwata[22]
- Kaguya-sama wa Kokurasetai -Ultra Romantic-- Miko Iino[23]
- Onipan! - Noriko Issun[24]
- Tate no Yūsha no Nariagari Season 2 - Kizuna Kazeyama[25]
- Made in Abyss: The Golden City of the Scorching Sun - Riko[26]
- Mamahaha no Tsurego ga Motokano datta - Izana Higashira[27]
- Smile of the Arsnotoria - Petit Albert[28]
- Prima Doll - Gekka[29]
- Shine Post - Homare Torawatari[30]
- Saikin Yatotta Maid ga Ayashii - Natsume Nakashima[31]
- Mobile Suit Gundam: The Witch from Mercury - Chuatury Panlunch[32]
- Shinobi no Ittoki - Satomi Tsubaki[33]
- Tabi Hani - Akari Yashima[34]

2023
- Ayakashi Triangle - Matsuri Kazamaki (mujer)[35]
- Tsundere Akuyaku Reijō Lieselotte to Jikkyō no Endō-kun to Kaisetsu no Kobayashi-san - Fiene[36]
- Kimi no Koto ga Dai Dai Dai Dai Daisuki na 100-nin no Kanojo - Karane Inda

### Videojuegos
2017
- Azur Lane - New Jersey

2020
- Arknights - Kafka

2021
- Blue Archive - Shimiko Endo

2022
- Genshin Impact - Layla

2023
- Magia Record: Puella Magi Madoka Magica Gaiden - Gunhild
- Fuga: Melodies of Steel 2 - Socks Million

2024
- Dead or Alive Xtreme Venus Vacation - Meg

### Películas
2016
- Aikatsu Stars! - Yume Nijino
- GARO - Robert Lewis[6]